# Lodewijk Toeput
Lodewijk Toeput, Ludovic Toeput, Ludovico Pozzoserrato ou encore Il Pozzoserrato est un peintre et dessinateur de paysages et de sujets allégoriques et religieux. Il est né à Anvers vers 1550, s'installe en Italie vers 1573-1574 et meurt à Trévise en 1604/1605.

## Biographie
La jeunesse de Lodewijk Toeput dans sa Flandre natale n'est pas documentée et la date et le lieu de sa naissance ne sont pas connus avec précision. Le biographe de la fin du XVIe Carel van Mander, dans Het schilder-boeck, affirme avoir rencontré Toeput à Venise et place son lieu de naissance à Malines. Bien que plusieurs historiens modernes de l'art identifient son lieu de naissance à Anvers, aucun consensus ne se dégage. À Anvers, Toeput aurait étudié avec Maarten de Vos, un peintre majeur ayant appris son art en Italie,. 
Si la date de son départ de Flandres est inconnue, les historiens estiment que le peintre serait arrivé à Venise en 1573 ou 1574. Selon Carlo Ridolfi, dans Le maraviglie dell'Arte (1648), Toeput aurait commencé son travail dans l'atelier du Tintoret. Dans cet atelier, il a probablement rencontré son compatriote Paolo Fiammingo.
Sa présence est ensuite attestée à Florence à la fin des années 1570. Il aurait pu travailler à Rome pendant quelques années, avant de rejoindre Venise, puis Trévise où il vit et travaille jusqu'à la fin de sa vie. En 1601, il y marrie Laudamia Aproino. Le peintre était connu en Italie sous le nom de Ludovico Pozzoserrato, une traduction littérale en italien de son nom flamand Toeput qui peut se traduire par « bien fermé ».
Il meurt à Trévise entre 1603 et 1605.

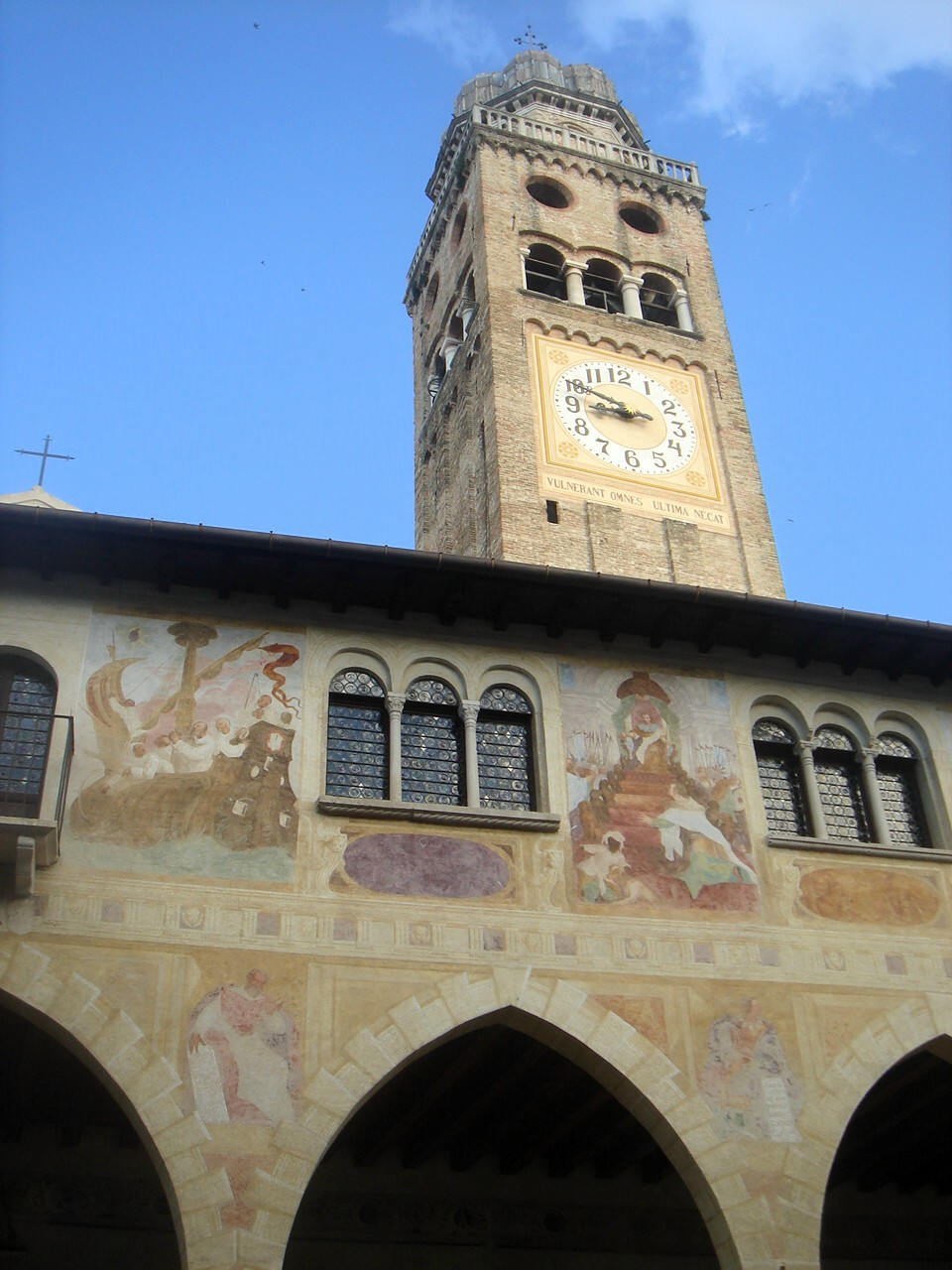
Fresques du Duomo di Conegliano
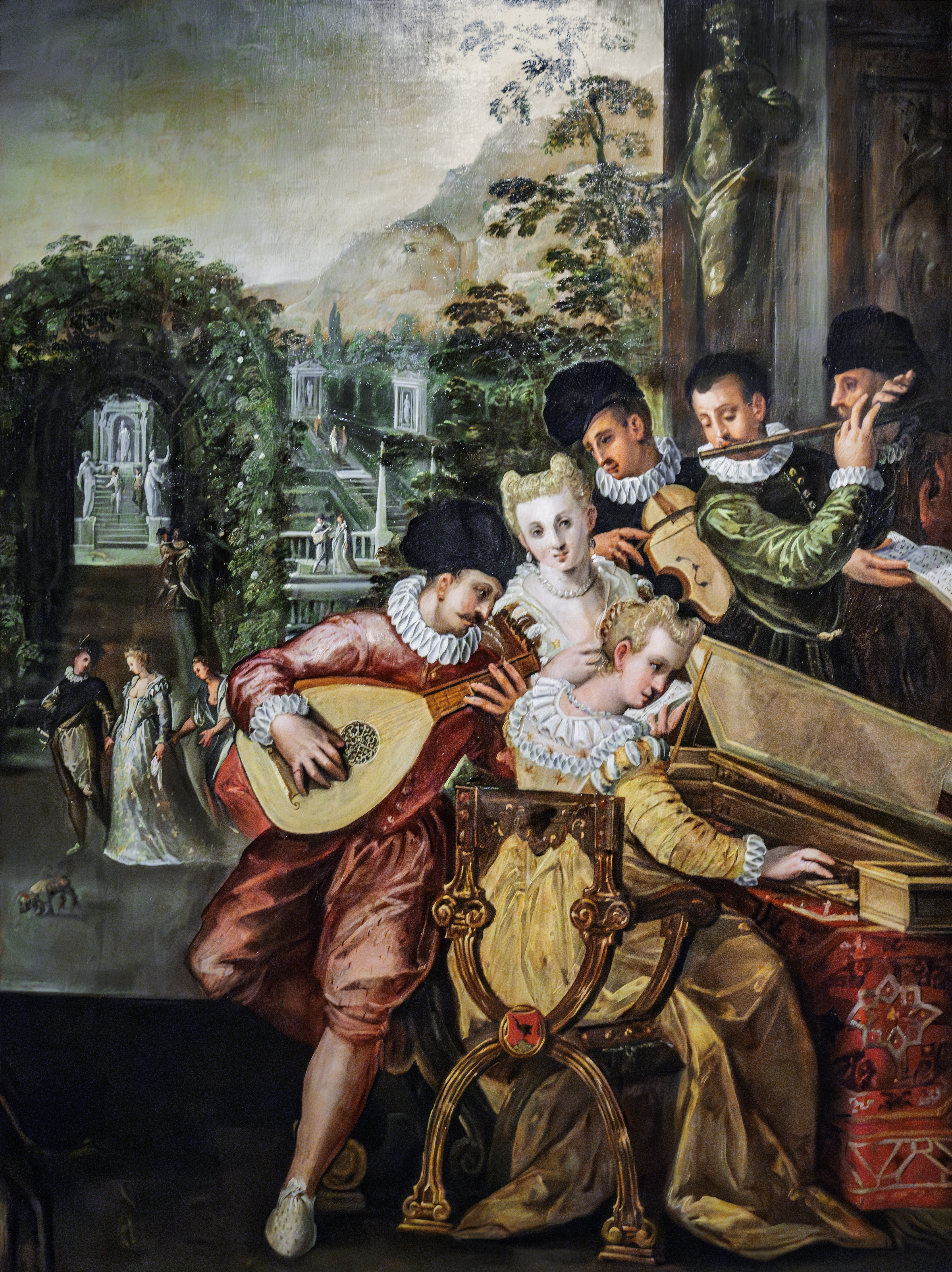
Le concert en plein air - Museo Civico Santa Caterina, Trévise.
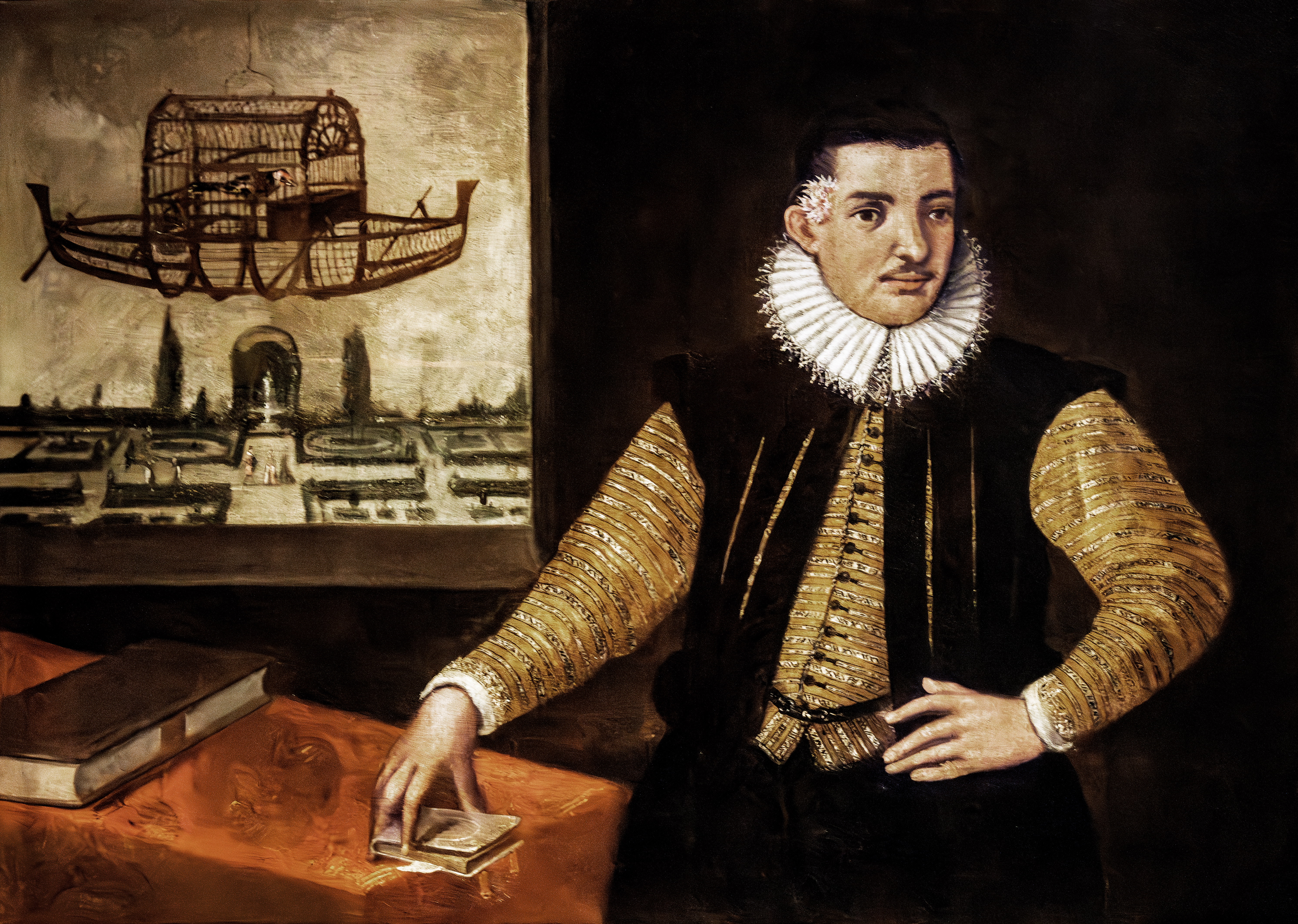
Portrait d'un gentilhomme dans un bureau - Museo Civico Santa Caterina, Trévise.
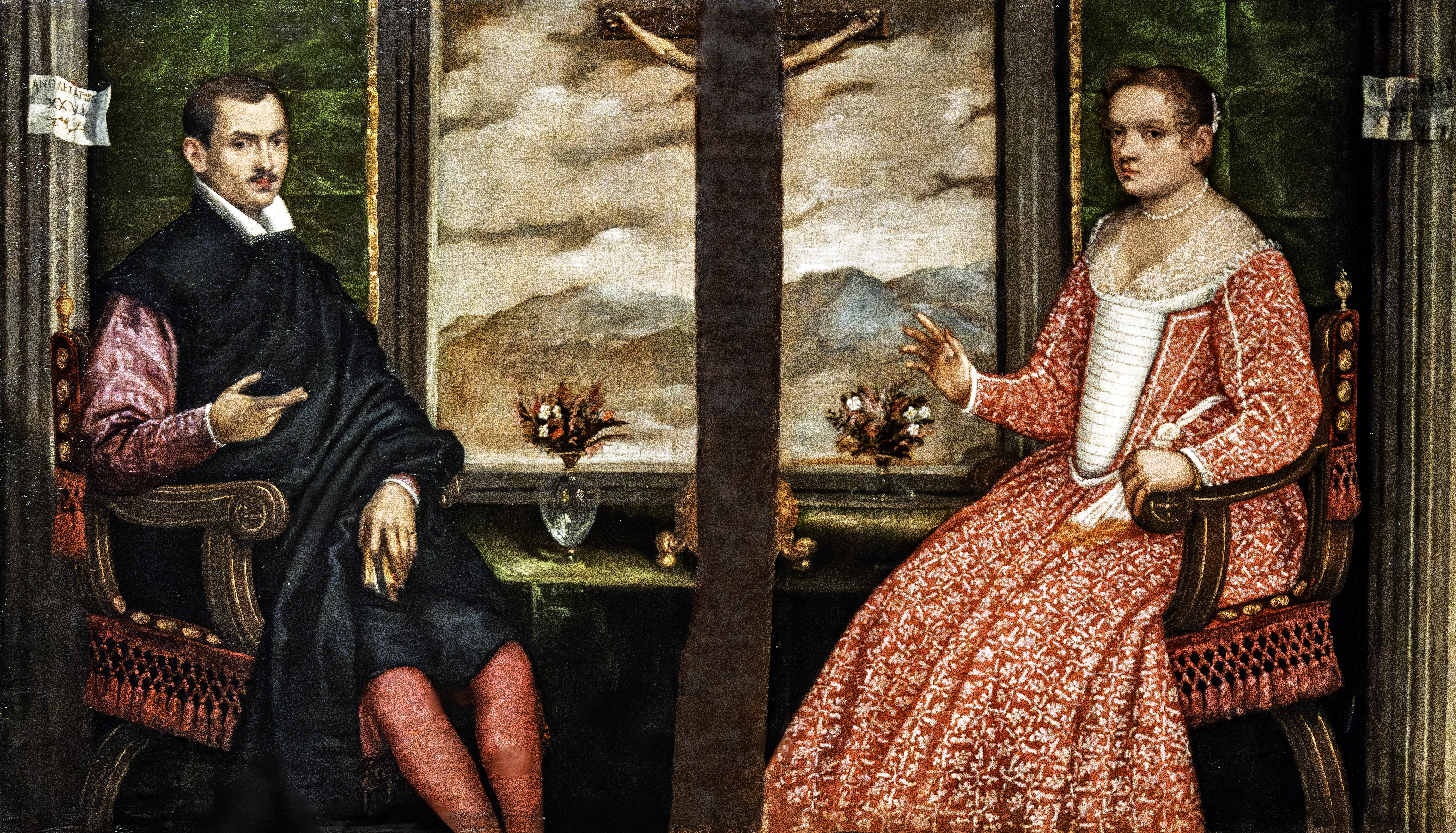
Portrait de jeunes époux - Museo Civico Santa Caterina, Trévise.
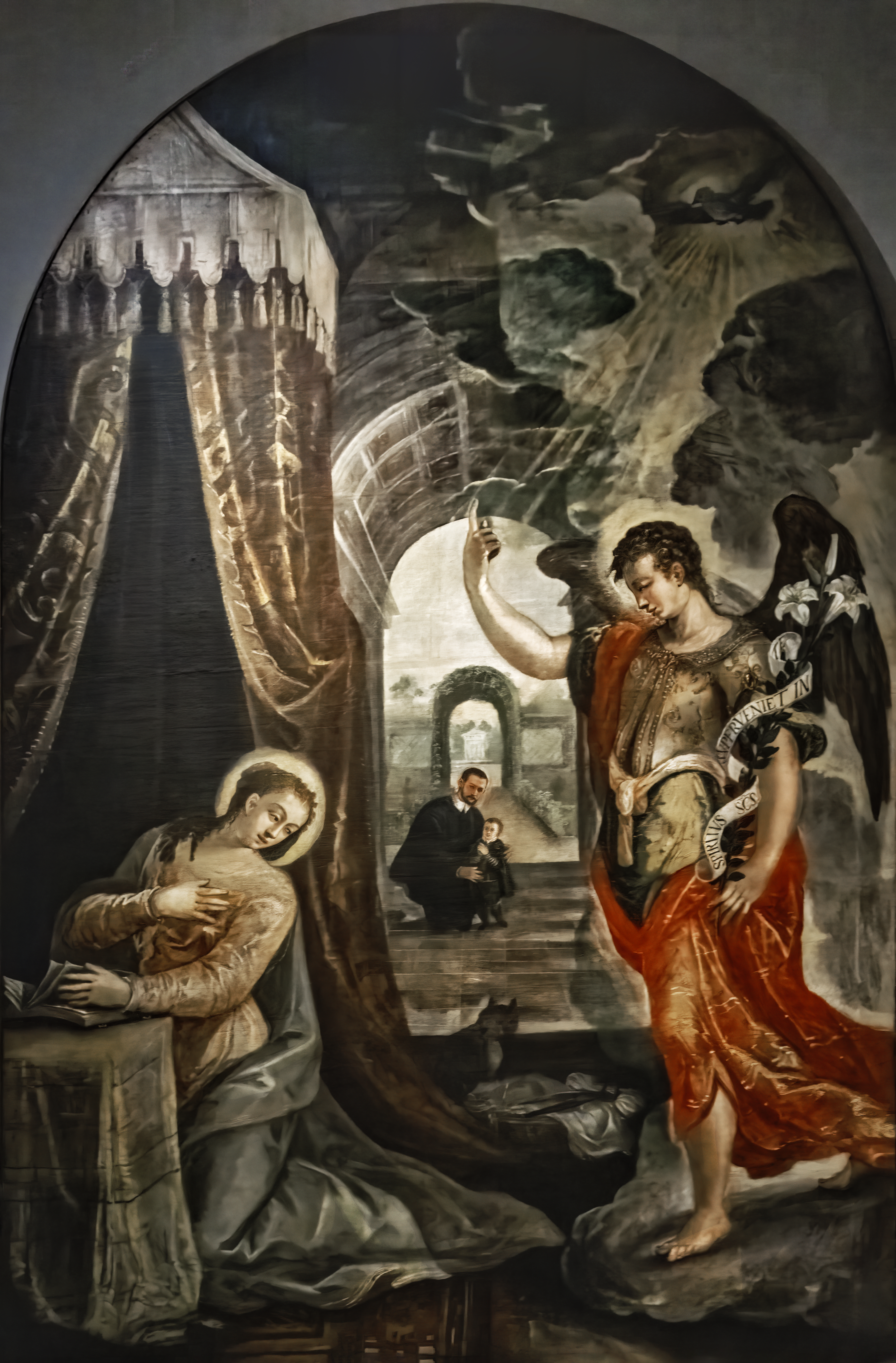
Annonciation avec donateur - Museo Civico Santa Caterina, Trévise.
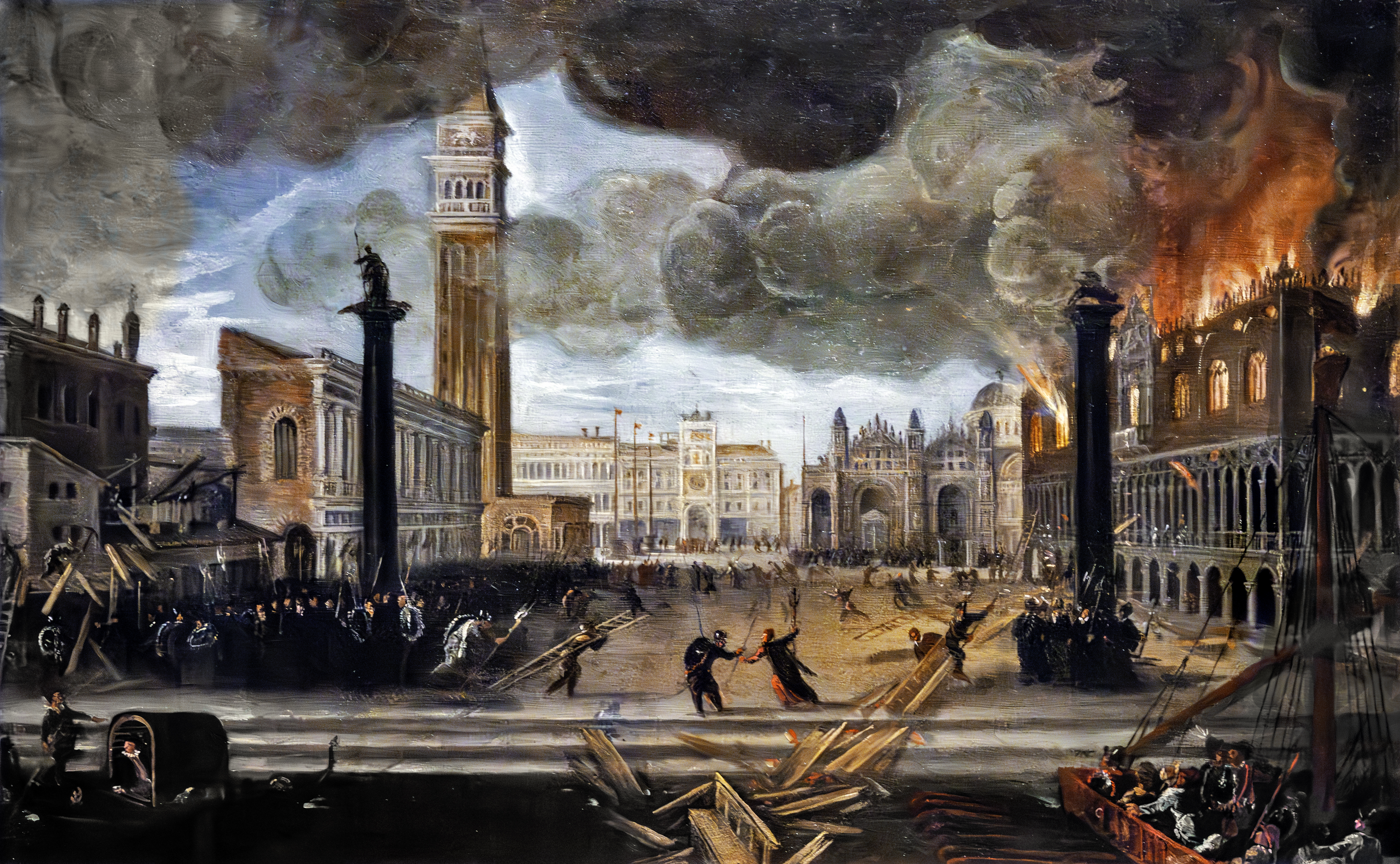
L'incendie du Palais des Doges - Museo Civico Santa Caterina, Trévise.
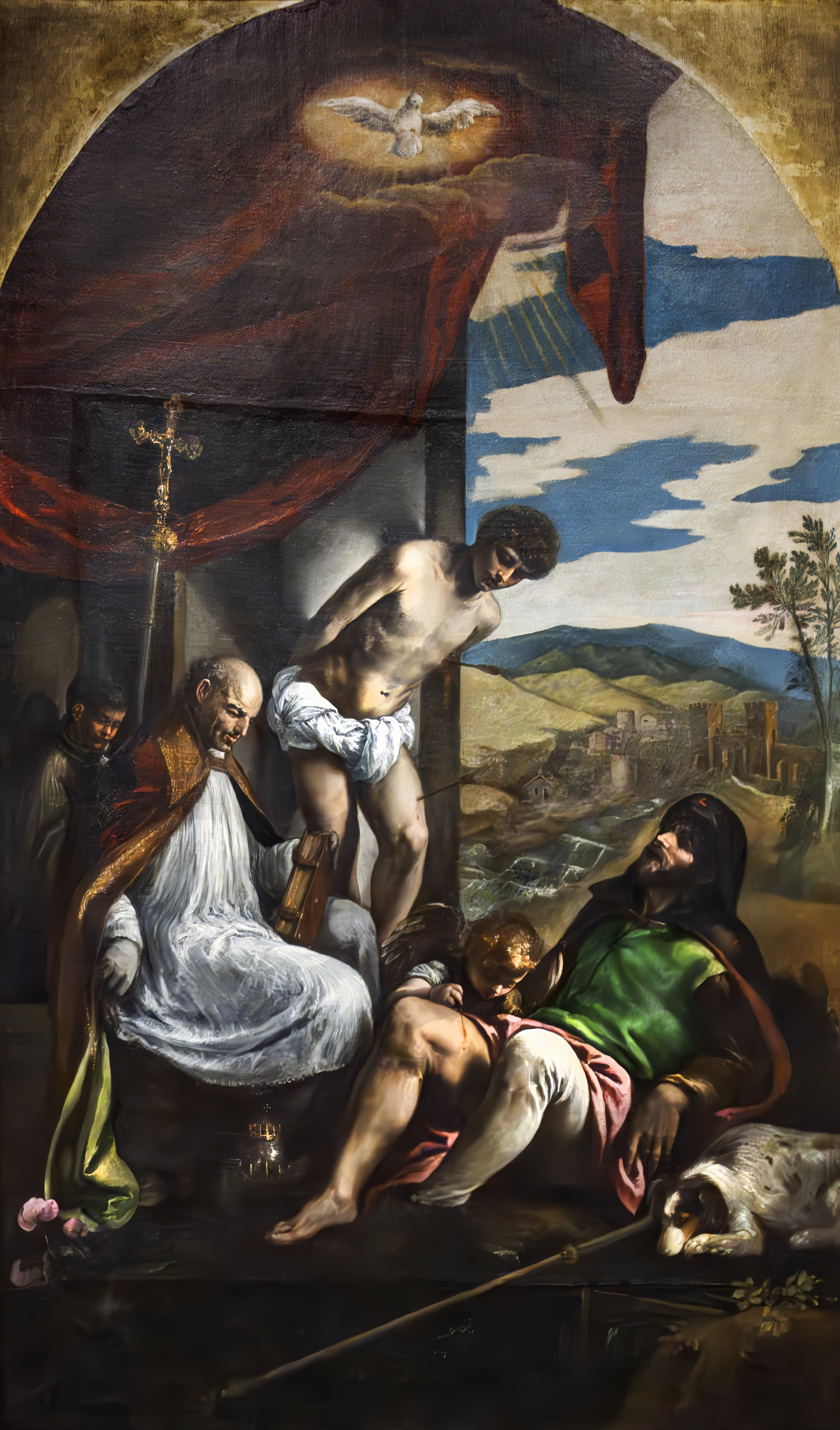
Saint Roch, saint Sébastien et saint Fabien, Museo Civico Santa Caterina, Trévise.